# Чирка, Евгений Михайлович
Евгений Михайлович Чирка (род. 21 октября 1942 года, Донецкая область, Снежнянский район, шахта 3) — советский и российский учёный в области математики. Член-корреспондент РАН (2003). Педагог высшей школы.

## Биография
Окончив в 1959 году среднюю школу, работал слесарем на строительстве ТЭЦ в Волгограде. В 1960 году поступил в МГУ.
В 1965 году окончил механико-математический факультет Московского государственного университета им. М. В. Ломоносова, в 1968 году — аспирантуру там же. Кандидат физико-математических наук (1969).
С 1969 по 1971 год работал на кафедре теории функций и функционального анализа механико-математического факультета МГУ, ассистент (с 1979 по 1988 год — по совместительству);
С 1971 года работает в МИАНе (отдел теории функций комплексного переменного), младший научный сотрудник, с 1977 — старший научный сотрудник, с 1986 — ведущий научный сотрудник, с 2002 года — заведующий отделом комплексного анализа МИАН. Доктор физико-математических наук (1977, тема диссертации «Аналитическое продолжение функций многих комплексных переменных и его применения»).
В 2003 году избран членом-корреспондентом Российской академии наук.

## Научные интересы
Теория функций комплексных переменных.